# Jelizaveta Mihajlovna Romanova orosz nagyhercegnő
Jelizaveta Mihajlovna Romanova (oroszul: Великая Kняжна Елизавета Михайловна Романова; Moszkva, 1826. május 26. – Wiesbaden, 1845. január 28.), a Holstein–Gottorp–Romanov-házból származó orosz nagyhercegnő, aki Adolf, Nassau hercegének első feleségeként Erzsébet néven nassaui hercegné (németül: Herzogin Elisabeth von Nassau), tizennyolc évesen bekövetkezett korai haláláig.

## Élete
Jelizaveta Mihajlovna nagyhercegnő Mihail Pavlovics nagyherceg és Friderika Sarolta württembergi hercegnő második leánya volt az öt közül. A moszkvai Kremlben született, nevét édesanyja barátnője és nagynénje, Jelizaveta Alekszejevna cárné után kapta, aki pár nappal Jelizaveta Mihajlovna nagyhercegnő születését megelőzően hunyt el.
A „Lilinek” becézett Jelizaveta Mihajlovna Szentpétervárott nőtt fel a Régi Mihajlovszkij-palotában, melyet édesapja építtetett a család számára. Annak ellenére, hogy szülei házassága nem sikerült jól, a nagyhercegnőnek és testvéreinek boldog gyermekkor jutott osztályrészül, elsősorban édesanyjuknak köszönhetően. A nagyhercegnő kiváló oktatásban részesült, és már fiatalon is részt vett különböző jótékonysági rendezvényeken édesanyja társaságában.
1843 végén Oroszországba látogatott Adolf nassaui uralkodó herceg, akinek mostohaanyja, Paulina württembergi hercegnő Jelizaveta Mihajlovna anyai nagynénje volt. A fiatalok akkor találkoztak először, de nyomban mély vonzalom alakult ki közöttük. 1844. január 31-én keltek egybe az orosz fővárosban.
A pár csak rövid ideig maradt Oroszországban; hamar Németországba költöztek, noha Jelizaveta Mihajlovna nem hagyta el ortodox hitét, melyet a cári család elvárásainak megfelelően élete végéig meg kellett tartania. Adolf herceg és neje Wiesbadenben rendezték be otthonukat, a Biebrich kastélyt. Jelizaveta Mihajlovna nagyhercegnő Erzsébet néven lett Nassau uralkodó hercegnéje. Jószolgálati tevékenységei nagy népszerűséget szereztek neki az egyszerű polgárok körében.
Adolf herceg és Jelizaveta Mihajlovna kapcsolatát harmónia és boldogság jellemezte; első gyermekük érkezésének híre nagy örömet okozott a szülők számára. A hercegné azonban kisleánya világra hozatala után meghalt gyermekágyi láz következtében 1845. január 28-án, és az újszülött is csak nagyon rövid ideig élt. Adolf herceg felesége és leánya emlékére építtetett egy orosz ortodox templomot Wiesbadenben, ez a Szent Erzsébet-templom. Anyát és leányát itt temették el, a nagyhercegnő szarkofágja napjainkban is megtekinthető a templomban.
Adolf herceg 1851-ben másodszor is megnősült, ezúttal Adelheid Mária anhalt–dessaui hercegnőt vezette oltár elé. Tőle öt gyermeke született. A herceg 1866-ban elvesztette Nassau trónját, mivel a poroszok megszállták országát. 1890-ben Luxemburg nagyhercege lett belőle.